# ギュルラッチ

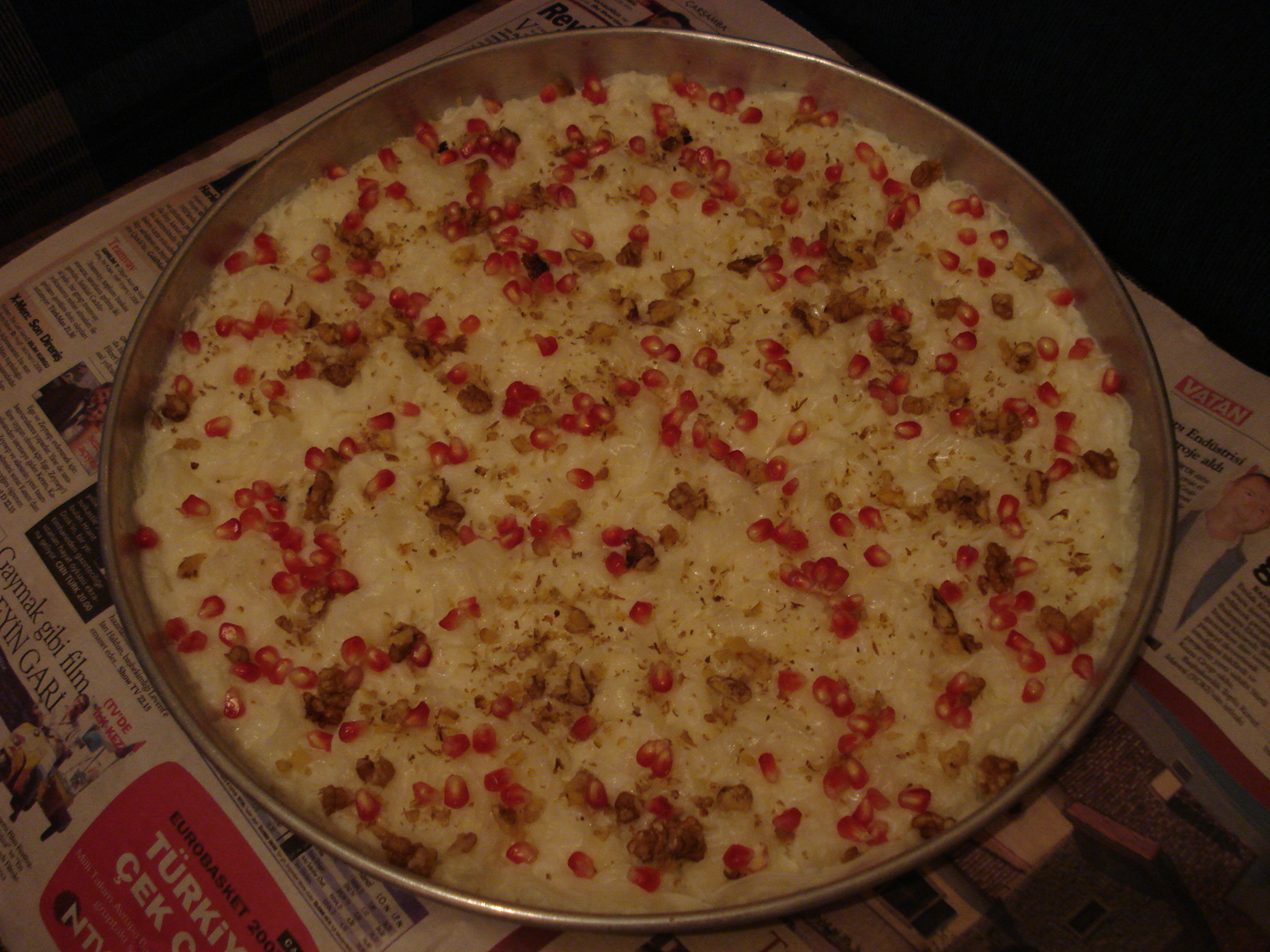
ギュルラッチ

ギュルラッチ（トルコ語: Güllaç、IPA：[ˈɟylːatʃ]）とは、トルコにてラマザン（ラマダーン）時に食べる代表的なデザート。名称はトルコ語でバラを意味するギュル（Gül）に由来し、バラ水を使って作る。

## ギュルラッチの作り方
コーンスターチと小麦粉で作られたギュルラッチ・ユフカス（güllaç yufkası）という薄い皮を数枚重ね、牛乳と砂糖を温めた物をかける。これを繰り返し皮と牛乳をミルフィーユ状に重ねる。上部や間にクルミやピスタチオ等のナッツ類やザクロの実を飾ったり、シナモンを入れる場合もある。仕上げにバラ水をかける。